# Малколм Чемпіон
Малколм Чемпіон (англ. Malcolm Champion, 10 листопада 1883 — 26 липня 1939) — австралійський плавець.
Олімпійський чемпіон 1912 року.